# 席田郡 (岐阜縣)
席田郡（日语：／ Mushiroda gun */?）是日本美濃國（岐阜縣）轄下的一個郡，下轄9村，已於1896年4月18日因與本巢郡、方縣郡及大野郡合併為本巢郡而廢除郡建置。現今的「席田用水」為其名字殘留。

## 沿革
- 715年（和銅八年） 從本巢郡獨立建郡。
- 1889年（明治二十二年）7月1日 實行町村制，管有9村
  - 上保村、郡府村、北野村、春近村、石原村、三橋村、佛生寺村 (席田村 → 系貫町 → 本巢市)
  - 芝原村、加茂村 (席田村 → 北方町)
- 1896年（明治二十九年）4月18日 本巢郡、方縣郡一部分及大野郡一部分合併為新的本巢郡。

## 相關項目
- 日本已不存在的郡列表
- 席田郡 (福岡縣)